# Peabody (Kansas)
Peabody és una població dels Estats Units a l'estat de Kansas. Segons el cens del 2000 tenia 1.384 habitants.

## Demografia
Segons el cens del 2000, Peabody tenia 1.384 habitants, 531 habitatges, i 346 famílies. La densitat de població era de 434,4 habitants/km².
Dels 531 habitatges en un 30,7% hi vivien nens de menys de 18 anys, en un 53,9% hi vivien parelles casades, en un 7,7% dones solteres, i en un 34,7% no eren unitats familiars. En el 31,8% dels habitatges hi vivien persones soles el 16,9% de les quals corresponia a persones de 65 anys o més que vivien soles. El nombre mitjà de persones vivint en cada habitatge era de 2,37 i el nombre mitjà de persones que vivien en cada família era de 3,01.
Per edats la població es repartia de la següent manera: un 24,6% tenia menys de 18 anys, un 5,3% entre 18 i 24, un 24,4% entre 25 i 44, un 24% de 45 a 60 i un 21,6% 65 anys o més.
L'edat mediana era de 42 anys. Per cada 100 dones de 18 o més anys hi havia 88,9 homes.
La renda mediana per habitatge era de 29.792 $ i la renda mediana per família de 37.250 $. Els homes tenien una renda mediana de 28.750 $ mentre que les dones 19.028 $. La renda per capita de la població era de 15.493 $. Entorn del 6,3% de les famílies i el 14,2% de la població estaven per davall del llindar de pobresa.

## Poblacions més properes
El següent diagrama mostra les poblacions més properes.